# メアリー・ステュアート (ビュート伯爵夫人)
ビュート伯爵夫人および初代マウント・ステュアート女男爵メアリー・ステュアート（英語: Mary Stuart, Countess of Bute, 1st Baroness Mount Stuart、旧姓ウォートリー・モンタギュー（Wortley Montagu）、1718年1月18日 - 1794年11月6日）は、イギリスの首相を務めた第3代ビュート伯爵ジョン・ステュアートの妻である。

## 略歴

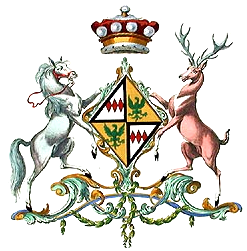
マウント・スチュアート女男爵の家紋

父は1716年にオスマン帝国駐在大使に任じられたエドワード・ウォートリー・モンタギュー、母はメアリー・ウォートリー・モンタギューといい、母方の祖父は初代キングストン＝アポン＝ハル公爵エヴリン・ピアポントである。父の任地のイスタンブールにて1718年2月に長女として生まれた。母メアリーは1718年まで過ごしたトルコで得た見聞を『トルコ書簡集』（Letters from Turkey）の形で出版し、また種痘の普及を後援したことなどで有名になった人物である。娘のメアリーも1721年4月にチャールズ・メイトランドによる人痘接種を受けている。
メアリー・ウォートリー・モンタギューは1736年8月24日に第3代ビュート伯爵ジョン・ステュアートと結婚し、1761年4月3日にグレートブリテン貴族であるヨークシャーにおけるウォートリーのマウント・ステュアート女男爵に叙せられた。
夫は1762年9月にイギリスの首相に就任した。ビュート伯爵夫人はミドルセックス州アイズルワースで1794年11月6日に息を引き取った。長男ジョンが爵位を継承した。

## 家族
夫妻の間に5男6女が生まれた。
- メアリー（1740年頃 – 1824年4月5日） - 1761年9月7日、のちの初代ロンズデール伯爵ジェームズ・ラウザーと結婚[7]。
- ジョン（1744年6月30日 – 1814年11月16日） - 政治家、第2代マウント・スチュアート男爵、第4代ビュート伯爵を継承、カーディフ男爵、ビュート侯爵に叙せられる[7]。
- アン（英語版）（1746年8月 - ?） - 1764年7月2日、軍人、政治家でのちの第2代ノーサンバーランド公爵ヒュー・パーシーと結婚したが、1779年3月16日に離婚した[8]。
- ジェームズ・アーチボルド（英語版）（1747年9月19日 – 1818年3月1日） - 政治家、作家。1767年6月8日に結婚、子供あり[9]
- ジェーン（1748年頃 – 1828年） - 1768年2月1日、のちの初代マカートニー伯爵ジョージ・マカートニーと結婚[7]。
- オーガスタ（1778年没） - アンドルー・コーベットと結婚、子供あり[7]。
- キャロライン（1750年5月 – 1813年1月20日） - 1778年1月1日、ジョン・ドーソン閣下（のち第2代カーロウ子爵、初代ポータリントン伯爵）と結婚、子供あり[10]
- フレデリック（英語版）（1751年9月24日 – 1802年5月17日） - 庶民院議員、生涯未婚[11]
- チャールズ（英語版）（1753年1月 – 1801年3月25日） - 陸軍軍人、庶民院議員。1778年4月20日に結婚、子供あり[12]
- ウィリアム（英語版）（1755年3月15日 – 1822年5月6日） - アーマー大主教（英語版）[13]
- ルイーザ（英語版）（1757年8月12日 – 1851年8月4日） - 未婚の著述家で、メアリー・ウォートリー・モンタギュー（母方の祖母）などに関する著作を残した[14]。

## 評価
メアリー・ディレイニーは知人の第2代アルベマール公爵バーナード・グランヴィル（ジャコバイト爵位貴族）にあてた手紙で述べている（1774年）。「ビュート伯爵夫人のことは十分にご存じでしょうし、どんなにご性格が素晴らしくて礼儀正しいお方か改めて申し上げるまでもありません。」 『オックスフォード英国人名辞典』の編輯者に送ったカール・シュヴァイツァーの描写では「思慮深く忠誠心があり機知に富んでいて、夫君とご家族に実に献身的な女性」だったという。